# 藤井伸介
藤井 伸介（ふじい しんすけ、1972年 - ）は、大阪府出身の日本の建築家 ・住空間デザイン学者。大阪工業大学工学部建築学科准教授。一級建築士。応急仮設住宅等検討委員会元専門委員。
専門は、環境建築デザイン・住空間デザイン、リノベーションなど。

## 略歴
1995年東京都立大学工学部建築学科卒業。1997年同大学大学院工学研究科建築学専攻修士課程修了。Architectuurstudio Herman Hertzberger Amsterdam（オランダ）勤務、1999年ベルラーヘ・インスティチュートに留学し、アムステルダムの集合住宅に関する研究に従事。2000年デザインスタジオ建築設計室勤務を経て、2003年藤井伸介建築設計室を設立（一級建築士）。2020年大阪工業大学工学部建築学科に着任し、現在は同学科准教授。
主な所属学会は、日本建築設計学会、日本建築学会、日本建築士事務所協会連合会など。
主な受賞は、日事連建築賞小規模建築部門優秀賞、第36回藤沢市建物緑化賞銀賞、神奈川建築コンクール優秀賞。
主な作品は、「桜をのぞむ出窓の家」、「のぼれる斜め本棚がある家」など。

## 主な研究
- 環境建築デザイン手法に関する研究
- 建築と都市空間の現代的再編に関する研究
- 環境に優しい都市住宅における新しい空間デザインに関する設計・研究
- 住まいのリノベーションに関する設計・研究

環境建築デザインの対外啓蒙活動として、国際交流の一環で、指導する大阪工業大学建築学科の学生メンバーと共に、ドイツHAWK応用科学芸術大学主催の国際デザインワークショップ「IOOI - Inside Out - Outside In」2021（テーマ：パンデミックにより世界の建築・都市計画はどう変わるのか）に参加し、環境に優しい快適空間の演出についての発表の監修・協力をしている。また、北京科技大学オンライン講座2020で、住空間デザインについての講義を行っている。